# 고양시의회
고양시의회는 고양시에 제출된 의견이나 법안을 처리하기 위해 설치된 의회이다. 경기도 고양시 덕양구 고양시청로 10에 있다.

## 연혁
- 2022. 07.01 제9대 전반기 고양시의회 개원
- 2020. 07.01 제8대 후반기 고양시의회 개원
- 2020. 07.01 제8대 후반기 고양시의회 개원
- 2018. 07.02 제8대 전반기 고양시의회 개원
- 2018. 06.13 제8대 의원선출(임기4년, 지역구29명, 비례대표 4명)
- 2016. 07.06 제7대 후반기 고양시의회 개원
- 2014. 07.01 제7대 전반기 고양시의회 개원
- 2014. 06.04 제7대 의원선출(임기4년, 지역구27명, 비례대표 4명)
- 2012. 07.07 제6대 후반기 고양시의회 개원
- 2010. 07.07 제6대 전반기 고양시의회 개원
- 2010. 06.02 제6대 의원선출 (임기4년, 지역구27명, 비례대표3명)
- 2008. 06.30 제5대 후반기 고양시의회 개원
- 2008. 05.19 상임위원회 증설 (총 5개 : 의회운영 / 기획행정 / 환경경제 / 건설교통 / 문화복지)
- 2007. 01.12 상임위원회 명칭 개정 (자치행정 〓>기획행정, 도시건설 〓>건설교통)
- 2006. 07.03 제5대 전반기 고양시의회 개원
- 2006. 05.31 제5대 의원선출 (임기4년, 지역구27명, 비례대표4명)
- 2004. 07.02 제4대 후반기 고양시의회 개원
- 2002. 07.02 제4대 전반기 고양시의회
- 2002. 06.13 제4대 의원선출 (임기4년, 의원수 32명)
- 2000. 07.05 제3대 후반기 고양시의회 개원
- 2000. 06.24 상임위원회 명칭 개정 (내무 〓>기획행정)
- 1998. 07.10 제3대 전반기 고양시의회 개원
- 1998. 06.04  제3대 의원선출 (임기4년, 의원수 31명)
- 1997. 01.10 제2대 후반기 고양시의회 개원
- 1995. 07.11 제2대 전반기 고양시의회 개원
- 1995. 06.28 상임위원회 증설 (총 4개 : 의회운영 / 내무 / 사회산업 / 도시건설)
- 1995. 06.27 제2대 의원선출 (임기3년, 의원수 38명)
- 1993. 04.09 제1대 후반기 고양시의회 개원
- 1992. 05.04 상임위원회 설치 운영 (총 3개 : 의회운영 / 내무 / 산업건설
- 1992. 02.01 시승격에 따라 고양군의회 → 고양시의회로 새로 출범
- 1991. 04.15 제1대 전반기 고양군의회 개원
- 1991. 03.26 제1대(초대) 군의원 선출 (임기4년, 의원수 15명)
- 1961. 05.16 지방의회 해산 (군사혁명위원회 포고 제4호)
- 1960. 12.19 고양군 2대 면의회 의원선출
- 1956~1960 고양군 1대 면의회 의원선출

## 의회구성
의장
부의장
상임위원회
- 의회운영위원회
- 기획행정위원회
- 환경경제위원회
- 건설교통위원회
- 문화복지위원회

특별위원회
- 예산결산특별위원회
- 윤리특별위원회
- 00특별위원회

의회사무국
전문위원
의정담당관
- 의정팀
- 의사팀
- 의회홍보팀
- 입법지원팀